# マスウェル・ヒルビリーズ
『マスウェル・ヒルビリーズ』(Muswell Hillbillies)は、1971年にリリースされたザ・キンクスのアルバム。アルバムタイトルはデイヴィス兄弟の出身地であるロンドンのマスウェル・ヒルにちなむ。
本作はレイ・デイヴィスの現代生活に対するフラストレーションやストレスが広範な主題の下に表れた物と言える。レイは同様のテーマの下に多くの曲を創り上げてきたが、それらは本作に於いて十分な成熟として表れた。収録曲はロックンロール（「20世紀の人」）からカントリーソング（「はかない監獄」）、ブルース（「灰色の制服を着た奴ら」）、劇場音楽にインスパイアされた作品（「アルコール」）と多彩なスタイルに及ぶ。多くの評論家は本作をグループの「黄金時代」の最後の作品と見なしている。
本作はRCAレコード移籍後初の作品であった。本作を始めとしてバンドはステージ・ショーを前提としたコンセプト・アルバムを連発していくこととなる。

## 曲目
全曲レイ・デイヴィス作詞作曲。
1. 20世紀の人 - 20th Century Man
2. パラノイア・ブルース - Acute Schizophrenia Paranoia Blues
3. ホリデイ - Holiday
4. 骨と皮 - Skin and Bone
5. アルコール - Alcohol
6. 複雑な人生 - Complicated Life
7. 灰色の制服を着た奴ら - Here Come the People in Grey
8. お茶をどうぞ - Have a Cuppa Tea
9. はかない監獄 - Holloway Jail
10. オクラホマ U.S.A. - Oklahoma, U.S.A.
11. アンクル・サン - Uncle Son
12. マスウェル・ヒルビリー - Muswell Hillbilly

ボーナス・トラック
1. マウンテン・ウーマン - Mountain Woman
2. ケンタッキー・ムーン - Kentucky Moon